# Masoala
Masoala ist eine Halbinsel im Nordosten von Madagaskar (Provinz Antsiranana), umgeben vom Indischen Ozean. Das Cap Est im Norden der Halbinsel ist der östlichste Punkt Madagaskars. Die Masoala-Halbinsel bildet die Bucht von Antongil. Die Landschaft ist hügelig (bis 1311 m über dem Meeresspiegel) und noch zu großen Teilen mit tropischem Regenwald bedeckt. Bedeutende Gebiete der Halbinsel Masoala sind Teil des Nationalpark Masoala.

## Partnerschaft mit dem Zoo Zürich

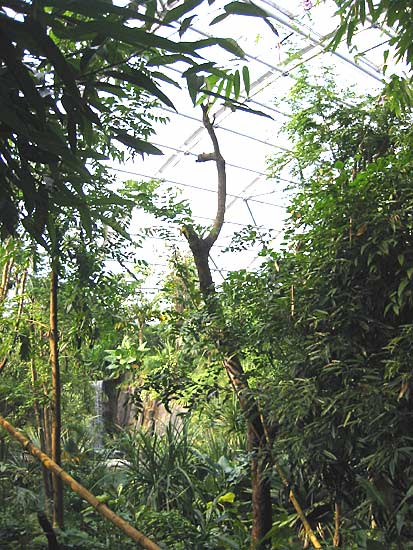
Masoala-Halle im Zoo Zürich: Wasserfall

Das im Sommer 2003 im Zoo Zürich eröffnete Regenwaldhaus Masoala-Halle wurde von madagassischen Gästen Masoala kely (Klein-Masoala) genannt. Das europaweit in dieser Größe einmalige Tropenhaus bildet ein Stück des Masoala-Regenwaldes in der Schweiz ab. 
Mit einem Teil der Einnahmen unterstützt der Zoo Zürich Projekte im Nationalpark Masoala, dem Masoala Be (Großes Masoala). Ein Drittel des Budgets des Parks kommt mittlerweile aus der Schweiz. Daneben wird die lokale Bevölkerung unterstützt, ihre Reisanbaumethoden zu verbessern, um ihre Ernährung zu sichern und weitere Brandrodungen zu verhindern, und es werden Projekte der Infrastruktur rund um den Park gefördert. Masoala kely soll auch naturbewusste Touristen nach Madagaskar bringen. Die Einnahmen aus diesem sanften Tourismus sollen Anreiz für die lokale Bevölkerung sein, die letzten Regenwaldreservate auf der viertgrößten Insel der Welt zu erhalten.

Rasches Wachstum der Pflanzen und reger Nachwuchs bei den Tieren zeugen davon, dass der künstliche Regenwald ihnen gut bekommt. Erstmals gelang außerhalb Madagaskars die Aufzucht der gefährdeten Vogelart Mähnenibis (Lophotibis cristata), erstmals in Gefangenschaft die Aufzucht von Blaukopf-Erdracken (Atelornis pittoides). Die Eingriffe der Revierpfleger in die Pflanzenwelt werden auf ein Minimum reduziert. Die Tiere müssen hingegen gefüttert werden, da die Pflanzen und Insekten der Halle kein ausreichendes Nahrungsangebot darstellen.